# Hormetica marmorata
Hormetica marmorata es una especie de insecto blatodeo de la familia Blaberidae, subfamilia Blaberinae.

## Distribución geográfica
Se pueden encontrar en Venezuela.

## Otras denominaciones
Hormetica marmorata también ha sido identificada como:
- Dasyposoma marmorata Saussure, 1869.